# Saray (district, Van)
Saray is een Turks district in de provincie Van en telt 24.072 inwoners (2007). Het district heeft een oppervlakte van 958,2 km². Hoofdplaats is Saray.
De bevolkingsontwikkeling van het district is weergegeven in onderstaande tabel.
| 1997   | 2000   | 2007   |
| ------ | ------ | ------ |
| 20.277 | 21.578 | 24.072 |